# River Princess
Koordinaten: 15° 30′ 32″ N, 73° 45′ 44″ O
Die River Princess war ein Erzfrachter, der im Juni 2000 am Strand des Ortes Candolim, im indischen Bundesstaat Goa, strandete und dort bis zu seiner Abwrackung 2012/2014 verblieb.

## Geschichte und Charakteristika
Die River Princess wurde auf der japanischen Werft Hitachi Zosen in Innoshima 1975 für die Reederei Merchant & Miners Transportation Inc. als Erzfrachter gebaut. Das Schiff hatte zwei Laderäume mit einem Gesamtvolumen von 159.335 m3 für Erz. Die Reederei war ein Joint Venture zwischen der japanischen Kawasaki-Gruppe und dem australischen Mt. Newman-Konsortium. Ab 1985 fuhr der Frachter für die Reederei Laurel Shipping Corporation.
Im Jahr 1998 verkaufte die Reederei Onassis Shipping Company die River Princess an das indische Unternehmen Salgaocar Mining Industries. Das Schiff befand sich in einem schlechten Zustand, weshalb der neue Eigner beabsichtigte den Frachter für den Umschlag von Eisenerz auf dem Mandovi-Fluss in einen Transshiper umzubauen. Kurz nach der Ankunft des Schiffes in Goa wurde es, nach Verlust von Liberia als Flaggenstaat, nach Vanuatu umgeflaggt, verlor jedoch nach einem Jahr auch diesen. Ab 1999/2000 hatte die River Princess daher keine Flagge und Schiffsversicherung mehr. Vor der Havarie hatten Umbauarbeiten bereits begonnen und die River Princess befand sich vor dem Hafen von Panjim vor Anker.

## Havarie und Verbleib

### Havarie 2000
Am 6. Juni 2000 trieb die River Princess während eines schweren Monsun-Sturms von ihrem Ankerplatz an die Küste von Candolim und lief etwa 200 Meter vor dem Küstenstrand auf Grund. Die 14 Mann starke Besatzung konnte von der indischen Küstenwache per Hubschrauber von Bord geholt werden. Anfang September 2000 leckte ein kleiner Teil des an Bord verbliebenen Öls ins Meer und der Maschinenraum der River Princess lief mit Wasser voll. Das restliche an Bord befindliche Öl wurde daraufhin abgepumpt. Der Eigner gab anfänglich an, das Schiff nach dem Ende der Monsun-Zeit im September freischleppen zu wollen. Auch die Indische Küstenwache signalisierte ihre Bereitschaft Schlepper bereitzustellen, wartete aber auf Unterstützung durch die Landesregierung von Goa.

### Verbleib 2001–2010

#### Bergungsversuche und Enteignung
Im Jahr 2001 verabschiedete die Landesregierung von Goa das Goa Tourist Places (Protection & Maintenance) Act, das der Tourismusbehörde die Möglichkeit einräumte, ein gestrandetes Schiff nach Unterlassung einer Entfernung in Staatseigentum zu überführen. In der Zwischenzeit hatte ein ausländisches Bergungsunternehmen seine anfängliche Zusage zur Bergung der River Princess zurückgenommen. Der Schiffseigner schlug daraufhin vor, das Schiff in situ zu verschrotten, was die Landesregierung von Goa im September 2002 ablehnte. Im Jahr 2003 erließ die Landesregierung durch ein Dekret die Übernahme der River Princess durch das Land Goa.

#### Proteste, Reaktion der Landesregierung, gerichtliche Intervention und mutmaßlicher Diebstahl
Ab Anfang 2009 sammelte sich eine Protestbewegung von Anwohnern in der Interessensvertretung River Princess Hatao Manch und forderte von der Landesregierung die Entfernung des gestrandeten Schiffes. Im April 2009 erklärte die Landesregierung das Schiff zur Landeskatastrophe und bildete im Juli desselben Jahres einen Unterausschuss der Katastrophenschutzbehörde, der sich mit der Entfernung der River Princess zu befassen hatte.

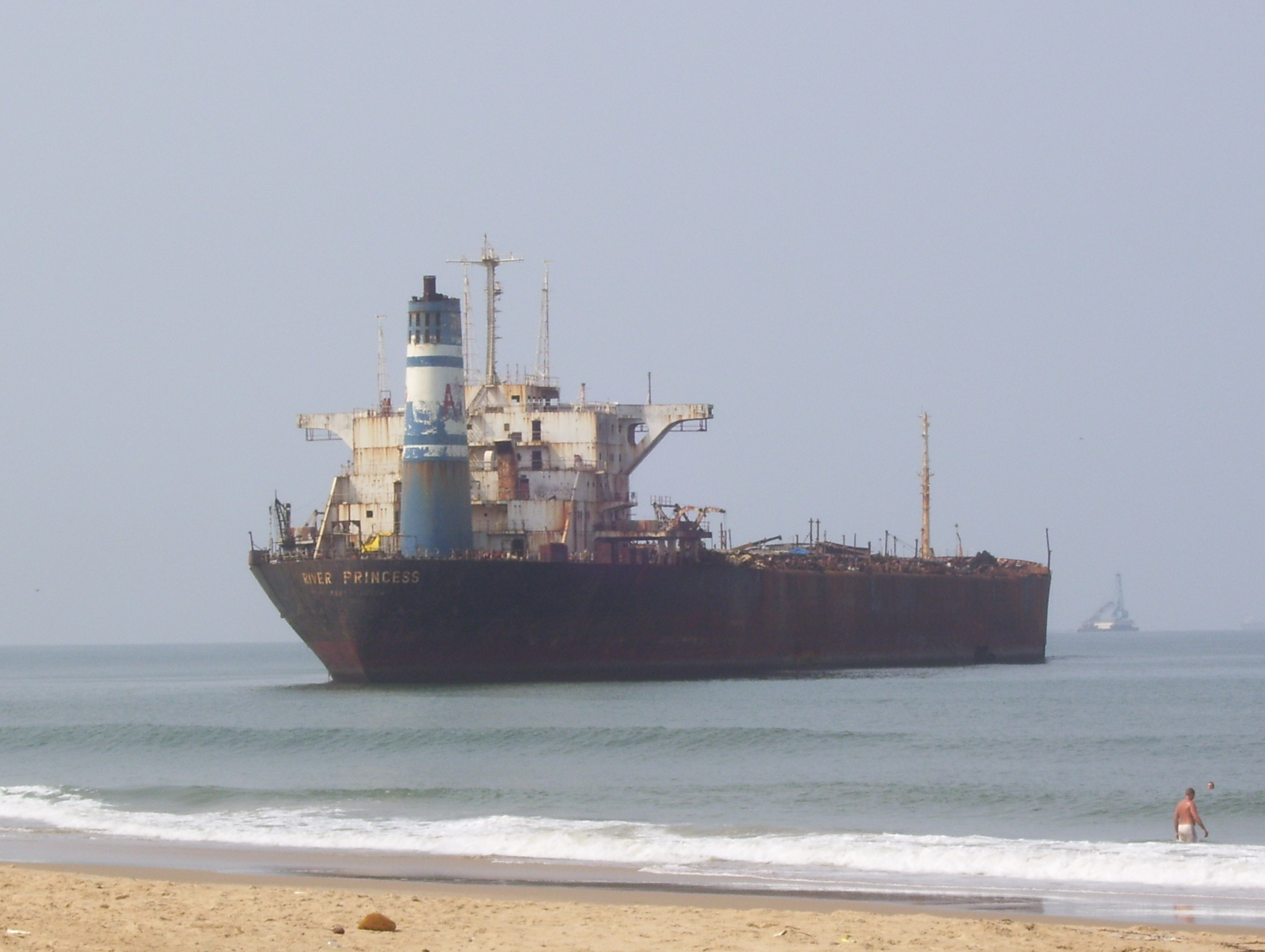
Die gestrandete River Princess im Jahr 2008

Bis Frühjahr 2010 hatte die Landesregierung kein geeignetes Unternehmen gefunden, das die River Princess in einem Stück hätte bergen können und schrieb daher das Schiff zur Abwrackung in situ aus. Das Schiff war ein Jahrzehnt nach der Havarie etwa zehn Meter tief in den Meeresgrund gesunken und hatte etwa 40.000 Tonnen Sand aufgenommen. Im September desselben Jahres gab das Bombay High Court einer Klage des River Princess Hatao Manch statt und forderte die Landesregierung zur Entfernung des Schiffes binnen zwei Monaten auf. Im November 2010 bat die Tourismusbehörde um Aufschub der Frist. Die Landesregierung hatte zuvor ein Angebot der ehemaligen Schiffseigner, Salgaocar Mining Industries, das Schiff kostenlos abzubrechen, abgelehnt und den Abwrackvertrag im Wert von 99 Millionen Rupien an das Mumbaier Abwrackunternehmen Arihant Ship Breakers vergeben.
Im Dezember 2010 wurde bekannt, dass Kupferdrähte im Wert von 6,2 Millionen Rupien von Bord des Wracks gestohlen worden sein sollen. Der vormalige Schiffseigner Salgaocar Mining Industries soll mutmaßlich an dem Diebstahl beteiligt gewesen sein. Die zuständige Behörde gab jedoch an, keinen Diebstahl nachweisen zu können, da nach der staatlichen Übernahme des Wracks keine Schiffsinventarlisten angefertigt wurden.

### Entfernung des Wracks 2011–2012 und 2014

#### Abbruch des Überwasserwracks 2011–2012
Im März 2011 begann das Abwrackunternehmen Arihant schließlich mit der Entfernung des Wracks, nachdem die Landesregierung mit drei Monaten Verspätung die Erlaubnis für die Beseitigung des Wracks erteilt hatte. Ab April verzögerten sich die Arbeiten, da die Landesregierung das Wrack auf radioaktive Materialien überprüfen ließ. Bis Ende 2011 wurde etwa die Hälfte des Wracks entfernt. Bei kleineren Arbeitsunfällen rissen im November 2011 die Sicherungsleinen einer Arbeitsplattform und im Juni 2012 die Leinen eines Schwimmkrans, woraufhin beide Arbeitsgeräte an die Küste trieben. Im Mai 2012 verkündete das Abwrackunternehmen den Abschluss der Abwrackarbeiten. Der Umfang des in dieser Arbeitsphase entfernten Metalls wurde anfangs auf 11.300 Tonnen und später auf rund 15.217 Tonnen beziffert.

#### Entfernung verbliebener Unterwasserwrackteile 2014
Von der Landesregierung in Auftrag gegebene Unterwasseruntersuchungen stellten aber nach Beendigung der Abbrucharbeiten fest, dass noch immer Wrackteile am Meeresgrund lagen. Das größte verbliebene Teil wurde mit 180 × 40 Metern bemessen.
Anfang März 2014 begann das Abwrackunternehmen Arihant mit der Entfernung der verbliebenen Wrackteile unter Wasser. Erneut soll die dafür notwendige Genehmigung von den zuständigen Landesbehörden zu spät erteilt worden sein. Bis Ende März wurden 500 Tonnen des verbliebenen Wracks entfernt und Arihant gab an, bis Mitte Mai, dem Beginn des Monsuns, die Nachbesserungsarbeiten abschließen zu wollen. Nach der Monsunperiode gab das Abwrackunternehmen schließlich am 20. Oktober 2014 den Abschluss der Nachbesserungsarbeiten bekannt. Im Zuge der Nachbesserungsarbeiten hatte das Unternehmen insgesamt 980 Tonnen Wrackreste vom Meeresgrund beseitigt. Anfang Januar 2015 bestätigte das Indische Nationale Institut für Ozeanographie die Entfernung aller Wrackreste vom Meeresboden, stellte aber fest, dass stellenweise unter dem Meeresboden weiterhin Metallreste nachweisbar seien.

## Auswirkungen

### Umwelt
Bereits drei Jahre nach der Strandung wurde das Schiff beschuldigt, eine Erosion des Strandes von 0,13 km2 erwirkt zu haben. Stranddünen, die als Schutz vor den Fluten dienten, waren ab 2008 an manchen Stellen des Strandes bereits vollkommen abgetragen worden. Von der Küstenerosion waren ab 2010 auch die Häuser von Anwohnern betroffen. Eine Studie aus dem Jahr 2013 schätzte das Ausmaß der Stranderosion während des Verbleibs des Wracks auf rund 0,11 km2 über eine Fläche von 1,5 km. Die Küstenlinie soll demnach bis zu 85 Meter in das Inland verschoben worden sein. Nach der Entfernung des Wracks begann sich der Strand wieder auszubreiten.

### Tourismus
Eine im Herbst 2008 vor Ort durchgeführte Studie befand, dass Touristen das Schiff als unangenehm wahrnahmen. Andererseits war das gestrandete Schiff auch als Touristenattraktion bekannt. Das Wrack wurde von Touristen als Sprungplattform zweckentfremdet. Im Dezember 2010 wurde ein britischer Tourist von Rettungsschwimmern gerettet, nachdem er das Wrack betreten hatte und sich nach einem Sprung von Bord Verletzungen zugezogen hatte.

### Medien
In indischen Medien wird der jahrelange Verbleib des Wracks der River Princess als mahnendes Beispiel nach Strandungen von anderen Schiffen vor indischen Küsten zitiert.